# 2018 en radio
Cet article est une chronologie thématique, pour des articles plus généraux, voir Histoire de la radio et Radiodiffusion.
Cet article concerne uniquement les stations de radio, ne prenant en compte ni les webradios ni les podcasts.
Pour ce qui concerne spécifiquement la France, voir 2018 en radio en France.
Pour ce qui concerne spécifiquement le Royaume-Uni, voir [[:2018 en radio au Royaume-Uni (en)]].
| Années de la radio : 2015 - 2016 - 2017 - 2018 - 2019 - 2020 - 2021    |
| Décennies de la radio : 1980 - 1990 - 2000 - 2010 - 2020 - 2030 - 2040 |

Cet article a pour but de présenter de façon synthétique toute l'année 2018 en radio, et cela pour tous les pays du monde. On ne retiendra en général que l'actualité des radios de caractère national ou international, afin de ne pas se perdre dans les détails des radios locales. 

## Stations de radio dans le monde

### Créations en 2018
| Radio                                                          | Pays                             | Commentaire | Date           |
| -------------------------------------------------------------- | -------------------------------- | --- | -------------- |
| Virgin Radio Hits Switzerland et Virgin Radio Rock Switzerland | Suisse                           | Lancement des stations Virgin Radio Hits Switzerland et Virgin Radio Rock Switzerland, accessibles en DAB+ et par Internet.    | janvier 2018   |
| Hits Radio                                                     | Royaume-Uni                      | Le groupe Bauer annonce le lancement d'un futur réseau national en DAB à partir d'une radio de Manchester.                     | avril 2018     |
| NRJ Vlaanderen                                                 | Belgique                         | NRJ Vlaanderen est une nouvelle radio du paysage radiophonique belge qui vise les jeunes actifs des grandes villes flamandes,. | septembre 2018 |
| Radio de la Commission électorale nationale indépendante       | République démocratique du Congo | Création d'une radio éphémère d'information pour les élections en République démocratique du Congo.                            | octobre 2018   |

### Disparitions en 2018
| Radio      | Pays  | Commentaire                                                                                             | Date          |
| ---------- | ----- | --- | ------------- |
| Africa n°1 | Gabon | La radio panafricaine perd sa fréquence du fait de l'état déplorable des installations et du personnel. | novembre 2018 |

### Déménagements, extensions et décroissances des réseaux en 2018
- 15 mai : NRJ est désormais diffusée sur l'Île Maurice[7].
- 13 juin : la radio Africa n°1 vient d'obtenir une fréquence FM à Abidjan, en Côte d'Ivoire[8].
- 1er août : le groupe NRJ devient titulaire d'un réseau FM national en Suède, et ce durant huit ans[9].
- 25 juin : RFI en langue mandingue est désormais disponible sur la FM au Sénégal[10].
- 24 septembre : le Conseil d'administration de la SSR décide de transférer une partie de sa rédaction radio de Berne à Zurich et de réduire ses surfaces en régions[11].
- 25 septembre : l'administration togolaise et l'ambassade des États-Unis signent une convention pour permettre à Voix de l'Amérique de diffuser au Togo en FM[12].
- 28 novembre : Africa n°1, sous son nouveau nom Africa radio, a obtenu une fréquence FM à Brazzaville, après celle obtenue cet été à Abidjan[13].
- 14 décembre : une cérémonie à Lomé lance officiellement les activités de la radio Voice of America au Togo[14].

## Actualité du média radio en 2018

### Événements judiciaires ou réglementaires
- 16 mars : IHeartMedia, la plus grande société de radio américaine, accuse une dette de 20 milliards de dollars et se déclare en faillite[15].
- 2 octobre : en Guinée, la Haute autorité de la communication a sanctionné une émission de Radio Nostalgie Guinée pour des propos déplacés envers un ministre[16],[17].
- 3 octobre : les fréquences radio FM et DAB+ attribuées en Fédération Wallonie Bruxelles seront prochainement remises en appel d'offres pour 9 ans[18].
- 3 décembre : une station de l'Est congolais vient d'être fermée, sans raison apparente, sur ordre du parquet, alors que l'élection présidentielle est proche[19].

### Événements politiques
- 4 mars : en Suisse, les citoyens se sont prononcés contre la proposition de suppression de la redevance dans l'audiovisuel public[20].
- 23 mars : la Mission des Nations unies au Liberia transfère sa radio à la CEDEAO, au cours d'une cérémonie à Monrovia présidée par le chef de l'État libérien George Weah[21].
- 19 septembre : le Maroc a lancé une radio, unique en son genre, consacrée aux populations carcérales en vue de préparer la réinsertion sociale des détenus[22].
- du 27 septembre au 2 octobre : à l'occasion des 60 ans de l'indépendance de la Guinée, RFI propose, depuis Conakry, des émissions spéciales, des reportages et des directs[23].
- 9 octobre : les autorités congolaises ferment deux stations de radio accusées d'avoir diffusé des messages subversifs[24].
- 11 octobre : la radio WADR a créé un atelier de sensibilisation à Bamako (Mali) pour former les journalistes radio sur le fléau de l'immigration irrégulière en Europe[25].

### Événements économiques
- 27 février : l'action de mobilisation de RTBF intitulée Viva For Life a récolté 4 115 330 euros en 2017 et financera 104 projets associatifs[26].
- 8 mars : à l'inverse de nombreux marchés européens, le marché publicitaire britannique affiche une hausse spectaculaire de son chiffre d'affaires de 5,2 % en 2017[27].
- 15 mars : RTL AdConnect, la régie publicitaire total vidéo de RTL Group, mais aussi celle des groupes ITV, RAI ou Medialaan, annonce son arrivée sur le marché américain[28].
- 17 avril : Lagardère Active vend à Czech Media Invest ses radios en République tchèque, Pologne, Slovaquie et Roumanie, pour un montant de 73 millions d'euros[29].
- 23 avril : RFI a conclu des accords de syndication numérique avec trois sites d'information brésiliens majeurs[30].
- 26 avril : au Québec, Cogeco Média acquiert dix stations de radio régionales appartenant à RNC Media, pour une valeur totale de 18,5 millions de dollars[31].
- 22 mai : au Canada, Stingray Digital annonce l'acquisition de l'un des plus importants radiodiffuseurs, lequel détient 101 radios locales et emploie environ 800 personnes[32].
- 25 septembre : le groupe de radios par satellite Sirius XM va racheter le spécialiste de la musique en streaming Pandora[33].
- 26 septembre : en Suisse, la redevance pour soutenir les radios locales et télévisions régionales à concession augmente de 13,5 millions de francs pour s'élever à 81 millions[34].
- 17 décembre : en Côte d'Ivoire, le Fonds de soutien et de développement de la presse apporte une subvention de 800 millions de FCFA au secteur des médias privés[35].

### Événements sociétaux
- du 13 février au 15 avril : 4e édition du concours international 60 secondes radio, lancée à l'occasion de la Journée mondiale de la radio[36].
- du 14 février au 25 mars : RCF a choisi cette année le mot « sobriété » comme fil rouge pour vivre le carême[37].
- du 29 mars au 1er avril : pour la Semaine Sainte, RCF propose une programmation spéciale en direct de l'abbaye de Maylis[38].
- 2 novembre : après le Mali, Madagascar, le Bénin puis le Sénégal, RFI remet la bourse Ghislaine Dupont et Claude Verlon depuis la Côte d'Ivoire[39].
- du 4 au 8 décembre : Nostalgie Belgique se mobilise en récoltant des jouets pour les enfants déshérités dans six provinces du pays[40],[41].
- du 17 au 23 décembre : nouvelle édition de l'opération « Viva for Life » au profit de l'enfance défavorisée, menée par la RTBF depuis la commune de Nivelles[42].

### Événements culturels
- du 20 février au 15 mars : la Discothèque de Radio France propose une exposition parcourant l'œuvre discographique de David Bowie, deux ans après sa disparition[43].
- 10 novembre : la 20e cérémonie des NRJ Music Awards se tient en direct du Palais des festivals et des congrès de Cannes[44].
- 3 décembre : Rire & chansons, partenaire du 29e Montreux Comedy Festival, diffuse en direct le gala de clôture de l'événement[45].

### Événements sportifs
- à partir du 27 octobre : France Bleu Armorique est présente à Saint-Malo pour le 40e anniversaire de La Route du Rhum, de façon à suivre les préparatifs et la course[46].
- du 17 novembre au 1er décembre : la 13e édition de la Coupe d'Afrique féminine des Nations est relayée par RFI[47].

## Considérations techniques et progrès en 2018
- 11 janvier : Samsung annonce l'activation de la réception FM sur ses nouveaux mobiles vendus en Amérique du Nord[48].
- 19 février : le DAB+ séduit les Suisses et progresse jusqu'à mobiliser 34 % des auditeurs au second semestre 2017[49].
- 19 février : les ventes d'appareil DAB+ s'accélèrent en Suisse, 66 % des véhicules de série en étant désormais équipés[50].
- 18 mars : Bob Shennan, directeur de la BBC, abandonne l'idée de l'arrêt de la FM au profit du DAB+, pour l'instant[51].
- 23 avril : le gouvernement danois envisage d'éteindre les réseaux FM d'ici 2021, car le pays compte déjà 36 % d'auditeurs sur le numérique[52].
- 17 mai : la Slovénie envisage la fin de la FM pour 2022, 70 % du pays étant déjà couvert par sept multiplex liés au DAB+[53].
- 18 mai : au Royaume-Uni, l'écoute numérique atteint une part de 50,9 % contre 47,2 % il y a un an et 24 % au premier trimestre 2010[54].
- 10 septembre : 12 millions d'Allemands (18 %) ont accès aux programmes en DAB+[55].
- 28 septembre : selon GfK, la croissance des ventes de récepteurs DAB+ au niveau mondial est de 13% sur le 1er semestre 2018[56].
- 28 septembre : on apprend que l'Autriche devrait lancer un multiplex national en DAB+ en 2019[56].
- 31 octobre : le rapport du WorldDAB indique que 60 % des voitures neuves en Australie sont vendues avec un récepteur DAB[57].
- 14 novembre : la Commission européenne impose la radio numérique dans les autoradios vendus dans l'Union[58].
- 15 novembre : lancement officiel du DAB+ dans les régions de Wallonie et de Bruxelles[59].
- 31 décembre : avec l'arrivée du DAB+ en Belgique, la RTBF arrête d'utiliser les ondes moyennes pour la diffusion de ses programmes[60],[61].

## Conférences, séminaires, salons et festivals en 2018
- 13 février : la Journée mondiale de la radio a pour thème « Radio et sports »[62].
- du 14 au 17 mars : les Assises du journalisme se déroulent au Centre international de congrès de Tours et s'interrogent sur l'utilité du journalisme[63].
- du 18 au 20 mars : les Radiodays se déroulent à Vienne, en Autriche, et permettent d'assister à des conférences ayant trait notamment aux programmes ou au management[64].
- les 9 et 10 mai : le Novotel Casablanca City Center accueille une nouvelle édition des Casablanca Broadcast Days, pour les radios marocaines[65].
- du 14 au 19 mai : les acteurs de la radio au Royaume-Uni célèbrent leur activité en organisant des conférences, des séminaires et des remises de prix à Londres[66].
- 15 mai : le WorldDAB Automative, entièrement consacré à la radio DAB+ dans l'univers des automobiles, se déroule à Munich[67].
- 7 juin : les plus grands réseaux radios et plateformes de podcast espagnols et catalans se retrouvent près de Barcelone lors d'une journée intitulée Poscast IN/OUT[68].
- 12 juin : la deuxième conférence annuelle du Podcastday se tient de nouveau à Copenhague, au Danemark, à la Bibliothèque royale[69].
- du 3 au 6 juillet : les RadioDays Africa, dont le but est de stimuler les différents aspects du business de la radio en Afrique, se déroulent à Johannesburg[70].
- 30 août : le SwissRadioDay a lieu, c'est le plus large rendez-vous des professionnels de la radio en Suisse[71].
- du 14 au 19 septembre : l'International broadcasting convention (IBC), l'un des plus importants rendez-vous techniques mondiaux de l'audiovisuel, se tient à Amsterdam[72].
- 17 septembre : journée intitulée Next Radio, à Londres, consacrée aux idées novatrices en radio et podcasts, avec plus de vingt intervenants internationaux[73].
- du 25 octobre au 4 novembre : la 9e édition de l'International Radio Festival (IRF), pour débattre de la production et de la conservation du média radio, a lieu à Malte[74].
- les 6 et 7 novembre : le WorldDAB organise une assemblée générale à Berlin[75].
- du 8 au 10 novembre : le congrès Les Jours de la Radio se tient à Québec pour réfléchir aux enjeux de la radio locale[76].
- du 15 au 17 novembre : 500 journalistes venus de 30 pays se rassemblent à Tunis dans le cadre des Assises du journalisme[77].

## Nominations aux postes-clés et départs en 2018
- 26 février : Xavier Huberland est nommé directeur général du pôle Médias de la RTBF[78].
- 5 avril : Catherine Tait est nommée à la tête de CBC/Radio-Canada, le service public audiovisuel canadien[79].
- 16 avril : Xavier De Bruyn est le nouveau Brand Manager de Nostalgie Belgique, chargé du déploiement de la marque et du management des équipes à l'antenne[80].

## Carrières des principaux animateurs, chroniqueurs et éditorialistes en 2018
- 10 mai : Tex fait son entrée sur la radio Bel RTL[81].
- 2 juillet : Olivier Duroy arrive sur VivaCité, ayant quitté la matinale de NRJ Belgique après sept années d'animation[82].

## Prix en 2018
- Prix francophone de l'innovation dans les médias : la 3e édition de ce prix a révélé trois lauréats au cours d'une cérémonie au siège de l'OIF, le 23 mars 2018[83].
- Prix RFI du reportage en espagnol : le prix 2018 est décerné à Valeria Reyes, étudiante de 22 ans à l'Université péruvienne de sciences appliquées de Lima[84].
- Bourse RFI Claude Verlon et Ghislaine Dupont : depuis Abidjan, les lauréats d'octobre 2018 sont la journaliste Taby Badjo Marina Djava et le technicien Aman Baptiste Ado[85].
- Lauréat de la bourse-Payot des MFP : proposé par RFI, le lauréat de la 55e édition est Kevin Dufreche, lequel travaille actuellement à la rédaction de France Inter[86].
- Prix de la presse Belfius (catégorie radio) : les lauréats de la 55e édition sont Aline Wavreille et Jean-Marc Vierset pour Chambre d'hôtes... en exil (RTBF)[87].
- Prix du meilleur journaliste radio ivoirien 2018 : le récipiendaire désigné le 8 décembre 2018 dans un hôtel d'Abidjan est Carlos Kouandé[88].
- Prix Philippe Chaffanjon 2018 (catégorie reportage haïtien) : Davidson Saint Fort est primé pour « Cri des oubliés de l'enfer carcéral »[89].

## Distinctions en 2018
Les distinctions survenues en 2018, qu'elles soient institutionnelles ou non, mettent à l'honneur la personnalité suivante :

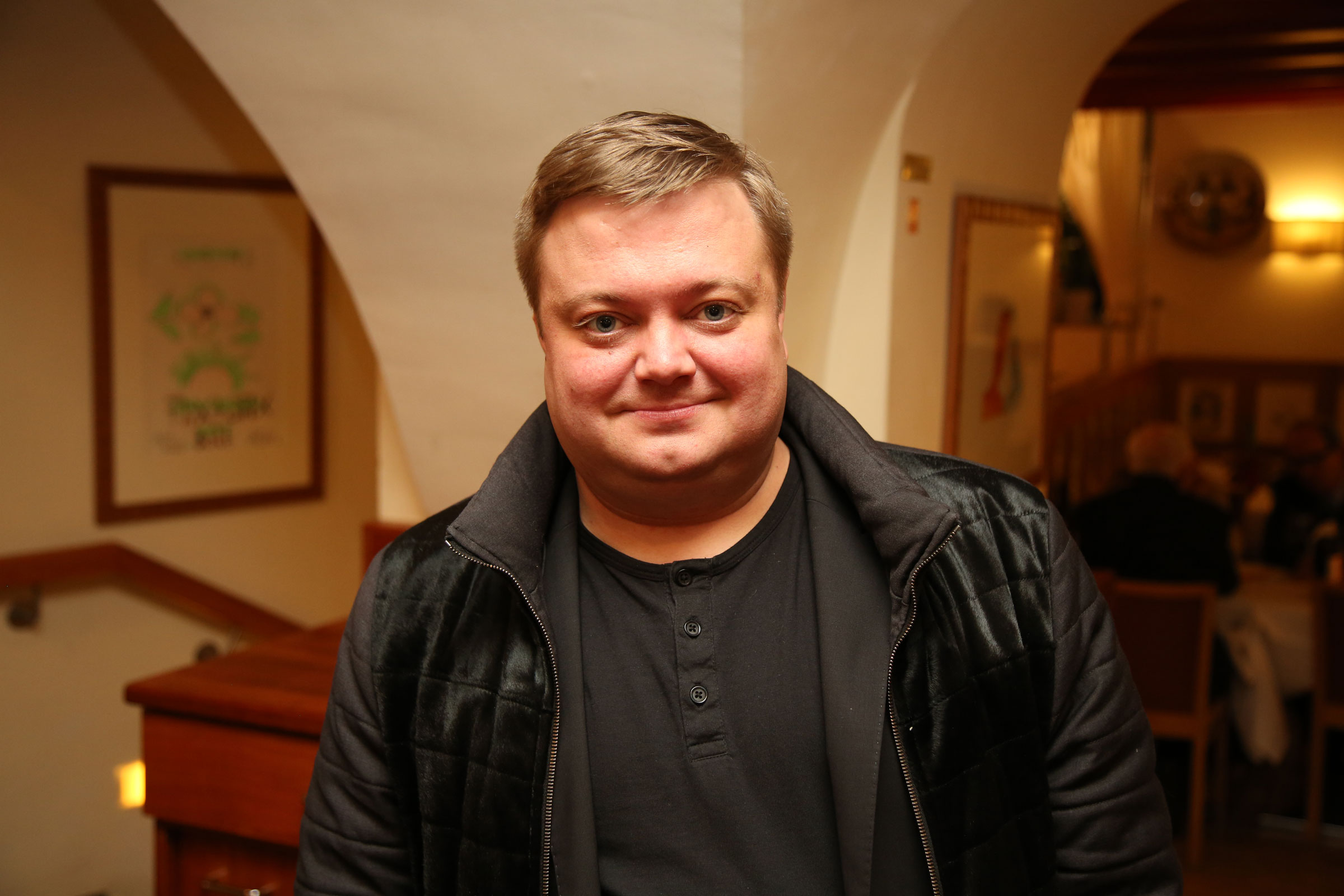
Mikko Franck en 2015

- Mikko Franck, le directeur musical de l'Orchestre philharmonique de Radio France est nommé ambassadeur de l'Unicef France en mars 2018[90].

## Anniversaires en 2018
- 13 août : la station de radio publique Radio Lomé, créée en 1953 sous la colonisation française, et qui couvre presque l'ensemble du territoire togolais, a 65 ans[91].

## Décès en 2018
- Jacques Languirand, animateur d'une émission-vedette sur Radio-Canada durant 43 ans, est mort le 26 janvier 2018 des suites de la maladie d'Alzheimer, à l'âge de 86 ans[92].
- Elfriede Irrall, actrice autrichienne ayant joué à la radio, est morte à Vienne le 26 février 2018, à l'âge de 80 ans[93].
- Ed Schultz, animateur de radio américain, commentateur politique de gauche et commentateur sportif, est mort à Washington le 5 juillet 2018 à l'âge de 64 ans[94].
- Adrian Cronauer, le légendaire animateur radio de l'armée américaine basée à Saïgon entre 1965 et 1966, est mort le 22 juillet 2018 à l'âge de 79 ans[95].
- Alastair Yates, journaliste britannique ayant commencé sa carrière par la radio, est mort le 26 juillet 2018[réf. nécessaire]
- Lise Payette, animatrice de radio québécoise sur Ici Radio-Canada Première, est morte à Verdun (Montréal) le 5 septembre 2018, à l'âge de 87 ans[96].
- Jacques Laurin, canadien, conseiller en communication pour le personnel de Radio Canada, est mort en Thaïlande où il résidait, le 27 septembre 2018, à l'âge de 87 ans[97].
- Mariama Keïta, journaliste qui fut la directrice de la radio d'État du Niger, est morte des suites d'une maladie, le 29 octobre 2018, à l'âge de 72 ans[98].

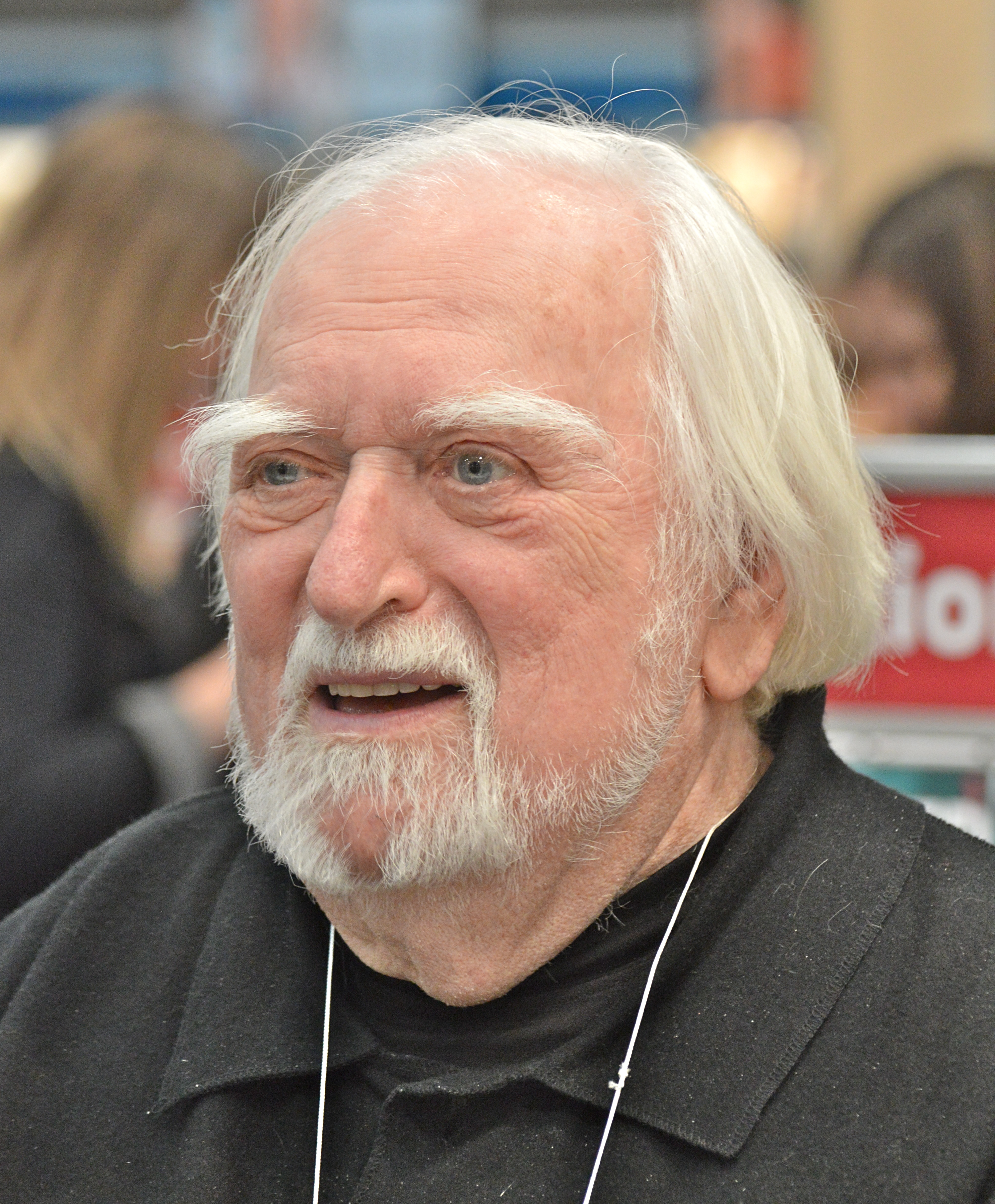
Jacques Languirand en 2015.
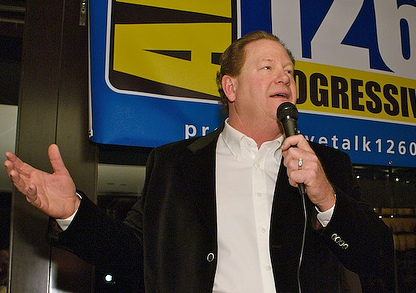
Ed Schultz en 2007.